# جيان كارلو ويك
جيان كارلو ويك (بالإيطالية: Gian Carlo Wick)‏ (و. 1909 – 1992 م) هو فيزيائي من إيطاليا . ولد في تورينو.
وكان عضواً في الأكاديمية الوطنية للعلوم، والأكاديمية الأمريكية للفنون والعلوم .
توفي في تورينو ، عن عمر يناهز 83 عاماً.

## جوائز
حصل على جوائز منها:
- جائزة داني هينمان للفيزياء الرياضية (1967).